# Africa Eco Race
L'Africa Eco Race est un rallye-raid international créé en 2009 par la volonté de pays africains, avec l'aide de René Metge, Jean-Louis Schlesser et Hubert Auriol, de maintenir un rallye sur le continent après le déplacement du Rallye Dakar en Amérique du Sud.

## Histoire et positionnement

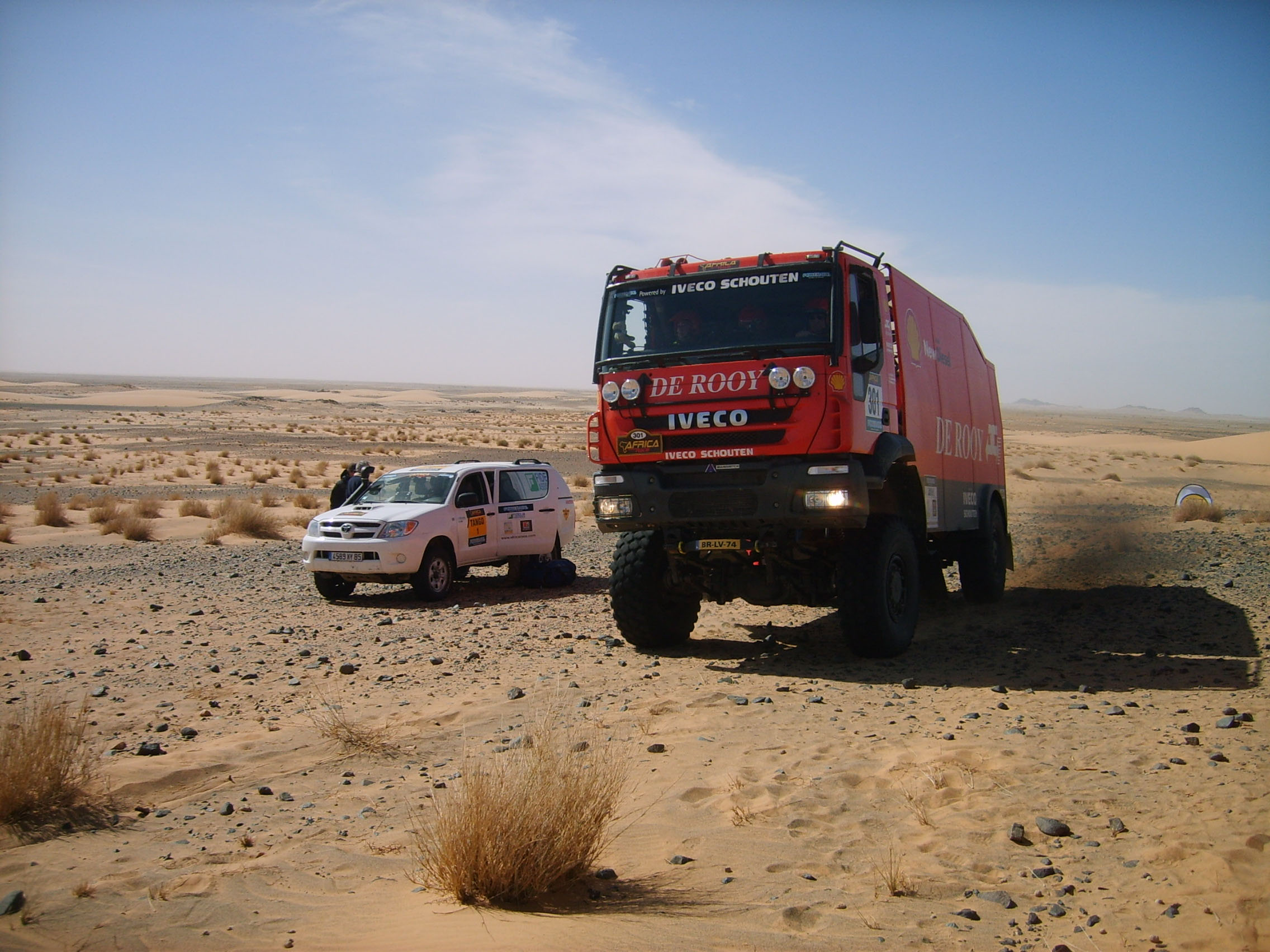
Passage du camion « De Rooy », zone de Tijirit en Mauritanie lors de l'Africa Race 2009.

Dans les années 2000, le Rallye Dakar est perturbé à plusieurs reprises par des menaces terroristes. En raison de graves problèmes de sécurité en Mauritanie, qui devait accueillir 8 étapes, la course qui devait commencer en janvier 2008 est annulée peu avant le départ. L'organisateur du Rallye Dakar décide de faire courir l'édition de l'année suivante en Amérique du Sud. 
Pendant l'année 2008, un nouveau projet d'un rallye en Afrique, Africa Race, est lancé. D'anciens vainqueurs du Rallye Dakar (Hubert Auriol, Jean-Louis Schlesser et René Metge) se joignent à ce projet qui se réclame plus proche de l'esprit de Thierry Sabine, mais moins médiatisé.
Outre l'aspect sportif, le rallye a pour ambition de reprendre les valeurs des rallyes raids et de prendre en compte des nouveaux aspects sécuritaires et environnementaux. Les bivouacs sont choisis loin des villes et des tarmacs d'aéroport, les concurrents se retrouvent en plein désert, loin de tout, livrés à eux-mêmes mais en toute sécurité puisque suivis en direct avec des moyens satellitaires (Iritrack).
En 2018, 2019 et 2020, l'Africa Eco Race s'engage aux côtés de l'Association Mondiale des Amis de l'Enfance (amade) dans le cadre de son programme sur l'Energie de l'espoir, en fournissant aux enfants scolarisés dans des écoles en milieu rural, non raccordées au réseau électrique et traversées par le rallye, des lampes solaires portables qui permettent aux enfants, notamment les jeunes filles, de rejoindre leur domicile la nuit tombée de manière plus sécurisée et d'étudier dans de meilleures conditions.

## Organisateurs
- Jean-Louis Schlesser (depuis 2008)
- René Metge (2008-2023)
- Hubert Auriol (2008-2009)
- José Maria Servià (2008-2016) collaborateur pour le tracé du parcours et ouvreur de la course[7]

## Véhicules et catégories

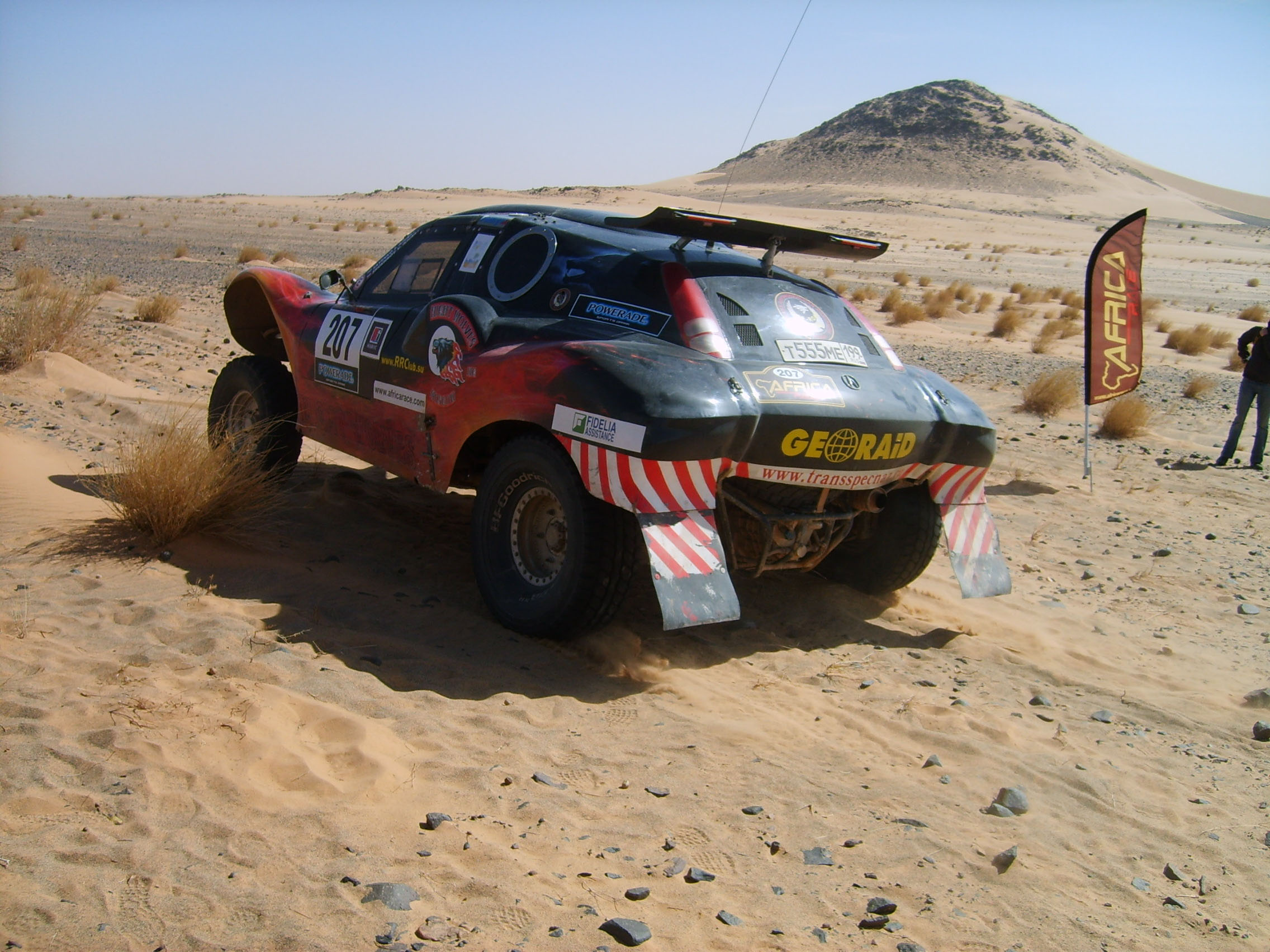
Passage d'un buggy, zone de Tijirit en Mauritanie lors de l'Africa Race 2009.

Les quatre catégories principales sont les motos, les autos, les SSV (side-by-side vehicle) et les camions.
- Motos
  - Moto + 450 cm3
  - Moto - 450 cm3
  - Moto + 700 cm3 bicylindre
  - EnduroCup
  - Féminine
  - Quads
  - Junior (- 24 ans)
  - Vétérans (+ 45 ans)
  - Moto Expérimentale (hybride, électrique, éco, etc.)
  - Moto Classic (moto construite avant 1986 inclus)

- Autos et Camions
  - Groupe T1 (Tout Terrain Modifié)
    - Essence 4 roues motrices (T1.1)
    - Diesel 4 roues motrices (T1.2)
    - Essence 2 roues motrices (T1.3)
    - Diesel 2 roues motrices (T1.4)

  - Groupe T2 (Tout Terrain de Série)
    - Essence (T2.1)
    - Diesel (T2.2)

  - Groupe T3 (Véhicules Tout Terrain Améliorés - Légers)
    - 4x4 conformément à l’article 286 (T3.1)
    - 4x2 conformément à l’article 286 (T3.2)
    - Side by Side Véhicule (T3.3)

  - Groupe SCORE / Open (véhicules correspondants au règlement SCORE)
  - Groupe expérimental (hybride, électrique, éco, etc.)
  - Groupe T4 (Camions)
    - Cylindré supérieure à 10 litres (T4.1)
    - Cylindrée inférieure à 10 litres (T4.2)

  - Auto et Camion Classic (construits avant 1986 inclus)

## Palmarès et records

### Vainqueurs
| Édition | Vainqueurs Catégorie Autos                              | Vainqueurs Catégorie Autos                              | Vainqueurs Catégorie Autos                              |
| Édition | Pilote                                                  | Copilote                                                | Voiture                                                 |
| ------- | ------------------------------------------------------- | ------------------------------------------------------- | ------------------------------------------------------- |
| 2009    | Jean-Louis Schlesser                                    | Arnaud Debron                                           | Buggy Schlesser                                         |
| 2010    | Jean-Louis Schlesser                                    | Arnaud Debron                                           | Buggy Schlesser                                         |
| 2011    | Jean-Louis Schlesser                                    | Céline Merle-Béral                                      | Buggy Schlesser                                         |
| 2012    | Jean-Louis Schlesser                                    | Cyril Esquirol                                          | Buggy Schlesser                                         |
| 2013    | Jean-Louis Schlesser                                    | Cyril Esquirol                                          | Buggy Schlesser                                         |
| 2014    | Jean-Louis Schlesser                                    | Thierry Magnaldi                                        | Buggy Schlesser                                         |
| 2015    | Jean-Antoine Sabatier                                   | Jean-Luc Rojat                                          | Bugga'One                                               |
| 2016    | Kanat Shagirov                                          | Vitaliy Yevtykhov                                       | Toyota Hilux                                            |
| 2017    | Vladimir Vasilyev                                       | Konstantin Zhiltsov                                     | Mini                                                    |
| 2018    | Mathieu Serradori                                       | Fabian Lurquin                                          | Buggy LCR 30                                            |
| 2019    | Jean-Pierre Strugo                                      | François Borsotto                                       | Optimus MD                                              |
| 2020    | Patrick Martin                                          | Lucas Martin                                            | Buggy Tarek-Mercedes                                    |
| 2021    | Édition annulée en raison de la pandémie de coronavirus | Édition annulée en raison de la pandémie de coronavirus | Édition annulée en raison de la pandémie de coronavirus |
| 2022    | Philippe Gosselin                                       | Christophe Crespo                                       | Optimus MD                                              |
| 2023    | Pas de course                                           | Pas de course                                           | Pas de course                                           |
| 2024    | Gautier Paulin                                          | Rémi Boulanger                                          | Apache Automotive                                       |
| 2025    | Benoit Fretin                                           | Cédric Duplé                                            | Century Racing                                          |

| Édition | Vainqueurs Catégorie Motos                              | Vainqueurs Catégorie Motos                              | Vainqueurs Catégorie Motos                              | Vainqueurs Catégorie Motos |
| Édition | Pilote                                                  | Moto                                                    |                                                         |                            |
| ------- | ------------------------------------------------------- | ------------------------------------------------------- | ------------------------------------------------------- | -------------------------- |
| 2009    | José Manuel Pellicer                                    | BMW                                                     |                                                         |                            |
| 2010    | Marco Capodacqua                                        | KTM                                                     |                                                         |                            |
| 2011    | Willy Jobard                                            | KTM                                                     |                                                         |                            |
| 2012    | Oscar Polli                                             | KTM                                                     |                                                         |                            |
| 2013    | Martin Fontyn                                           | KTM                                                     |                                                         |                            |
| 2014    | Michaël Pisano                                          | Honda                                                   |                                                         |                            |
| 2015    | Pal Anders Ullevalseter                                 | KTM                                                     |                                                         |                            |
| 2016    | Pal Anders Ullevalseter                                 | KTM                                                     |                                                         |                            |
| 2017    | Gev Teddy Sella                                         | KTM                                                     |                                                         |                            |
| 2018    | Paolo Ceci                                              | KTM                                                     |                                                         |                            |
| 2019    | Alessandro Botturi (it)                                 | Yamaha                                                  |                                                         |                            |
| 2020    | Alessandro Botturi (it)                                 | Yamaha                                                  |                                                         |                            |
| 2021    | Édition annulée en raison de la pandémie de coronavirus | Édition annulée en raison de la pandémie de coronavirus | Édition annulée en raison de la pandémie de coronavirus |                            |
| 2022    | Štefan Svitko                                           | KTM                                                     |                                                         |                            |
| 2023    | Pas de course                                           | Pas de course                                           | Pas de course                                           |                            |
| 2024    | Jacopo Cerutti (en)                                     | Aprilia                                                 |                                                         |                            |
| 2025    | Jacopo Cerutti (en)                                     | Aprilia                                                 |                                                         |                            |

| Édition | Vainqueurs Catégorie Camions                            | Vainqueurs Catégorie Camions                            | Vainqueurs Catégorie Camions                            | Vainqueurs Catégorie Camions                            |
| Édition | Pilote                                                  | Copilotes/Mécaniciens                                   | Copilotes/Mécaniciens                                   | Camion                                                  |
| ------- | ------------------------------------------------------- | ------------------------------------------------------- | ------------------------------------------------------- | ------------------------------------------------------- |
| 2009    | Jan de Rooy                                             | Dany Colebunders                                        | Darek Rodewald                                          | Iveco                                                   |
| 2010    | Miklós Kovács                                           | Péter Czeglédi                                          | Tomáš Tóth                                              | Scania                                                  |
| 2011    | Tomáš Tomeček                                           | Vojtěch Moravec                                         | Vojtěch Moravec                                         | Tatra                                                   |
| 2012    | Tomáš Tomeček                                           | Vojtěch Moravec                                         | Vojtěch Moravec                                         | Tatra                                                   |
| 2013    | Anton Shibalov                                          | Evgeny Yakovlev                                         | Dmitry Sotnikov                                         | Kamaz                                                   |
| 2014    | Tomáš Tomeček                                           | Vojtěch Moravec                                         | Vojtěch Moravec                                         | Tatra                                                   |
| 2015    | Anton Shibalov                                          | Robert Amatych                                          | Almaz Khisamiev                                         | Kamaz                                                   |
| 2016    | Anton Shibalov                                          | Robert Amatych                                          | Almaz Khisamiev                                         | Kamaz                                                   |
| 2017    | Andrey Karginov                                         | Andrey Mokeev                                           | Dmitrii Nikitin                                         | Kamaz                                                   |
| 2018    | Gérard de Rooy                                          | Darek Rodewald                                          | Moises Torrallardona                                    | Iveco                                                   |
| 2019    | Elisabete Jacinto                                       | José Marquès                                            | Marco Cochinho                                          | MAN                                                     |
| 2020    | Miklós Kovács                                           | Péter Czeglédi                                          | Laszlo Ács                                              | Scania                                                  |
| 2021    | Édition annulée en raison de la pandémie de coronavirus | Édition annulée en raison de la pandémie de coronavirus | Édition annulée en raison de la pandémie de coronavirus | Édition annulée en raison de la pandémie de coronavirus |
| 2022    | Tomáš Tomeček                                           | Tomáš Tomeček                                           | Tomáš Tomeček                                           | Tatra                                                   |
| 2023    | Pas de course                                           | Pas de course                                           | Pas de course                                           |                                                         |
| 2024    | Tomáš Tomeček                                           | Tomáš Tomeček                                           | Tomáš Tomeček                                           | Tatra                                                   |
| 2025    | Gerrit Zuurmond                                         | Tjeerd van Ballegooij                                   | Klaas Kwakkel                                           | MAN                                                     |

| Édition     | Vainqueurs Catégorie SSV                                | Vainqueurs Catégorie SSV                                | Vainqueurs Catégorie SSV                                |
| Édition     | Pilote                                                  | Copilote                                                | SSV                                                     |
| ----------- | ------------------------------------------------------- | ------------------------------------------------------- | ------------------------------------------------------- |
| 2009 - 2016 | Pas de catégorie SSV                                    | Pas de catégorie SSV                                    | Pas de catégorie SSV                                    |
| 2017        | Frédéric Pitout                                         | Hervé Lavergne                                          | Polaris                                                 |
| 2018        | Jean Hugues Moneyron                                    | Thierry Maury                                           | CFMOTO                                                  |
| 2019        | Rudy Roquesalane                                        | Vincent Ferri                                           | Can-Am                                                  |
| 2020        | Benoît Fretin                                           | Cédric Duplé                                            | Can-Am                                                  |
| 2021        | Édition annulée en raison de la pandémie de coronavirus | Édition annulée en raison de la pandémie de coronavirus | Édition annulée en raison de la pandémie de coronavirus |
| 2022        | Jean Dagher-Hayeck                                      | Patrick Antoniolli                                      | Can-Am                                                  |
| 2023        | Pas de course                                           | Pas de course                                           | Pas de course                                           |
| 2024        | Frédéric Henricy                                        | Éric Bersey                                             | Polaris                                                 |
| 2025        | Pierre Lafay                                            | Gilles de Turckheim                                     | Can-Am                                                  |

### Participants les plus titrés
Au soir du 13 janvier 2025
|     | Palmarès Auto         | Palmarès Auto | Palmarès Auto                        |
| Nom | Nombre de victoires   | Éditions      |                                      |
| --- | --------------------- | ------------- | ------------------------------------ |
| 1   | Jean-Louis Schlesser  | 6             | 2009, 2010, 2011, 2012, 2013 et 2014 |
| 2   | Jean-Antoine Sabatier | 1             | 2015                                 |
| 2   | Kanat Shagirov        | 1             | 2016                                 |
| 2   | Vladimir Vasilyev     | 1             | 2017                                 |
| 2   | Mathieu Serradori     | 1             | 2018                                 |
| 2   | Jean-Pierre Strugo    | 1             | 2019                                 |
| 2   | Patrick Martin        | 1             | 2020                                 |
| 2   | Philippe Gosselin     | 1             | 2022                                 |
| 2   | Gautier Paulin        | 1             | 2024                                 |
| 2   | Benoit Fretin         | 1             | 2025                                 |

|     | Palmarès Moto           | Palmarès Moto | Palmarès Moto |
| Nom | Nombre de victoires     | Éditions      |               |
| --- | ----------------------- | ------------- | ------------- |
| 1   | Pal Anders Ullevalseter | 2             | 2015 et 2016  |
| 1   | Alessandro Botturi (it) | 2             | 2019 et 2020  |
| 1   | Jacopo Cerutti (en)     | 2             | 2024 et 2025  |
| 2   | José Manuel Pellicer    | 1             | 2009          |
| 2   | Marco Capodacqua        | 1             | 2010          |
| 2   | Willy Jobard            | 1             | 2011          |
| 2   | Oscar Polli             | 1             | 2012          |
| 2   | Martin Fontyn           | 1             | 2013          |
| 2   | Michael Pisano          | 1             | 2014          |
| 2   | Gev Teddy Sella         | 1             | 2017          |
| 2   | Paolo Ceci              | 1             | 2018          |
| 2   | Štefan Svitko           | 1             | 2022          |

|     | Palmarès Camion     | Palmarès Camion | Palmarès Camion                |
| Nom | Nombre de victoires | Éditions        |                                |
| --- | ------------------- | --------------- | ------------------------------ |
| 1   | Tomáš Tomeček       | 5               | 2011, 2012, 2014, 2022 et 2024 |
| 2   | Anton Shibalov      | 3               | 2013, 2015 et 2016             |
| 3   | Miklós Kovács       | 2               | 2010 et 2020                   |
| 4   | Jan de Rooy         | 1               | 2009                           |
| 4   | Andrey Karginov     | 1               | 2017                           |
| 4   | Gerard de Rooy      | 1               | 2018                           |
| 4   | Elisabete Jacinto   | 1               | 2019                           |
| 4   | Gerrit Zuurmond     | 1               | 2025                           |

|     | Palmarès SSV         | Palmarès SSV | Palmarès SSV |
| Nom | Nombre de victoires  | Éditions     |              |
| --- | -------------------- | ------------ | ------------ |
| 1   | Frédéric Pitout      | 1            | 2017         |
| 1   | Jean Hugues Moneyron | 1            | 2018         |
| 1   | Rudy Roquesalane     | 1            | 2019         |
| 1   | Benoît Fretin        | 1            | 2020         |
| 1   | Jean Dagher-Hayeck   | 1            | 2022         |
| 1   | Frédéric Henricy     | 1            | 2024         |
| 1   | Pierre Lafay         | 1            | 2025         |

### Constructeurs les plus titrés
Au soir du 13 janvier 2025
|     | Palmarès Auto        | Palmarès Auto | Palmarès Auto                        |
| Nom | Nombre de victoires  | Éditions      |                                      |
| --- | -------------------- | ------------- | ------------------------------------ |
| 1   | Buggy Schlesser      | 6             | 2009, 2010, 2011, 2012, 2013 et 2014 |
| 2   | Buggy Optimus MD     | 2             | 2019 et 2022                         |
| 3   | Bugga'One            | 1             | 2015                                 |
| 3   | Toyota               | 1             | 2016                                 |
| 3   | Mini                 | 1             | 2017                                 |
| 3   | Buggy LCR            | 1             | 2018                                 |
| 3   | Buggy Tarek-Mercedes | 1             | 2020                                 |
| 3   | Apache Automotive    | 1             | 2024                                 |
| 3   | Century Racing       | 1             | 2025                                 |

|     | Palmarès Moto       | Palmarès Moto | Palmarès Moto                                          |
| Nom | Nombre de victoires | Éditions      |                                                        |
| --- | ------------------- | ------------- | ------------------------------------------------------ |
| 1   | KTM                 | 9             | 2010, 2011, 2012, 2013, 2015, 2016, 2017, 2018 et 2022 |
| 2   | Yamaha              | 2             | 2019 et 2020                                           |
| 2   | Aprilia             | 2             | 2024 et 2025                                           |
| 3   | BMW                 | 1             | 2009                                                   |
| 3   | Honda               | 1             | 2014                                                   |

|     | Palmarès Camion     | Palmarès Camion | Palmarès Camion                |
| Nom | Nombre de victoires | Éditions        |                                |
| --- | ------------------- | --------------- | ------------------------------ |
| 1   | Tatra               | 5               | 2011, 2012, 2014, 2022 et 2024 |
| 2   | Kamaz               | 4               | 2013, 2015, 2016 et 2017       |
| 3   | Scania              | 2               | 2010 et 2020                   |
| 3   | Iveco               | 2               | 2009 et 2018                   |
| 3   | MAN                 | 2               | 2019 et 2025                   |

|     | Palmarès SSV        | Palmarès SSV | Palmarès SSV             |
| Nom | Nombre de victoires | Éditions     |                          |
| --- | ------------------- | ------------ | ------------------------ |
| 1   | Can-Am              | 4            | 2019, 2020, 2022 et 2025 |
| 2   | Polaris             | 2            | 2017 et 2024             |
| 3   | CFMOTO              | 1            | 2018                     |

## Controverses
Bien que l'Africa Eco Race n'ait eu à déplorer aucun incident depuis ses débuts, le sport automobile en général, et le rallye Paris-Dakar en particulier, suscitent des mouvements d'opposition [Par qui ?].  
- Dans une interview lors du lancement de l'épreuve[8], questionné sur ce sujet, l'organisateur affirme que « toutes les dispositions seront prises afin que les conditions de sécurité soient réunies sur le parcours du rallye ».

- La problématique de la sécurité des participants du rallye Paris-Dakar a été soulevée à la suite de l'assassinat de quatre touristes en Mauritanie le 24 décembre 2007, ASO avait annulé le rallye 2008 et entraîné le rallye vers l'Amérique du Sud.

- L'organisateur du rallye indique néanmoins bénéficier du soutien des autorités mauritaniennes[8] : « Le Maroc, la Mauritanie et le Sénégal m’ont sollicité en mars 2008, à la suite de ces événements pour réfléchir à l’organisation d’une autre épreuve. »